# Reinach (Basileia-Campo)
Reinach (suíço-alemão: Riinaach) é, depois de Allschwil, a segunda maior municipalidade do cantão da Basileia-Campo, Suíça. Faz parte da jurisdição distrital de Arlesheim e tem como idioma oficial o alemão.

## História

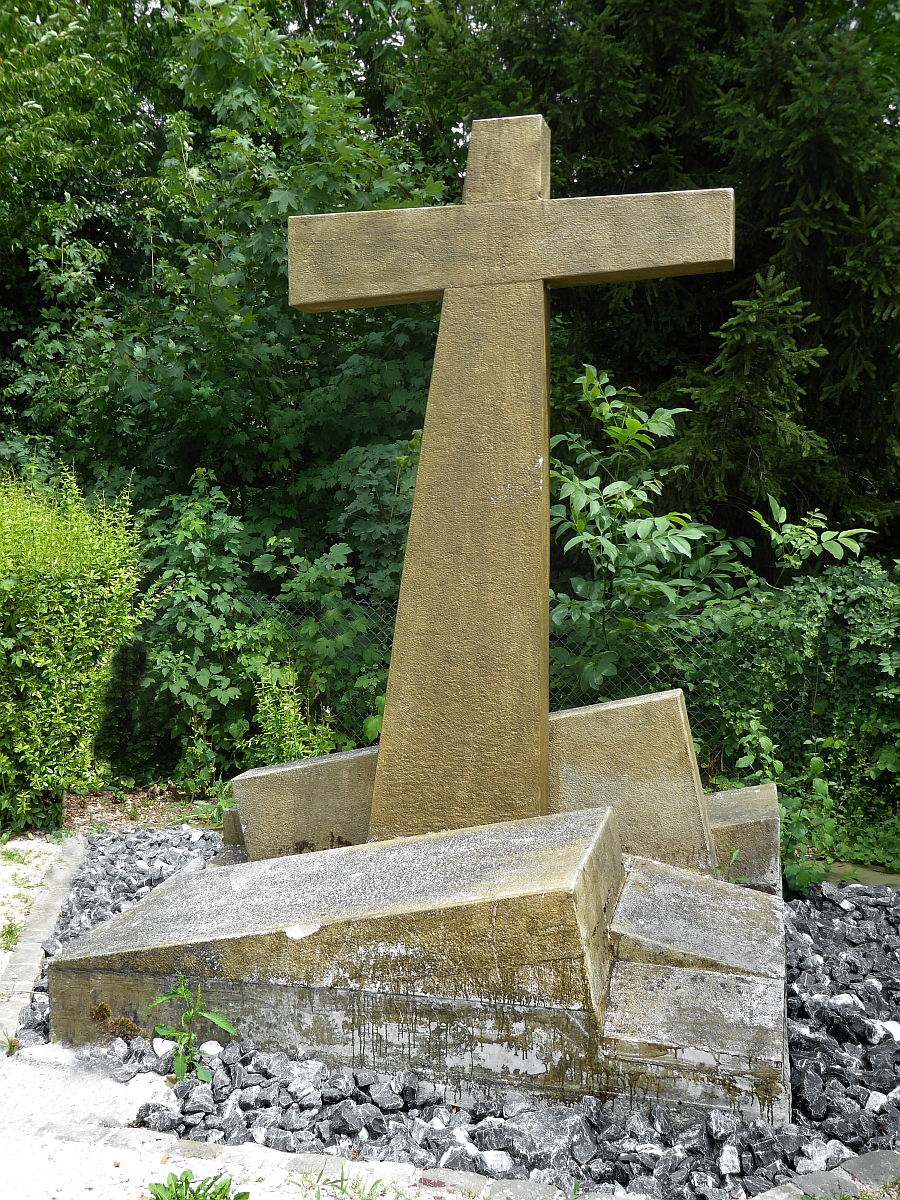
Cruz em memória do terremoto de Reinach em 1356

Os achados arqueológicos mais antigos (sepulturas e ferramentas de 7.000 a 800 a.C.), feitos entre 2002 e 2005, remontam ao período médio da Idade da Pedra. Já os resquícios da Idade do Bronze (1800–800 a.C.) são mais escassos, embora cerâmicas, um tapete de fragmentos achado em Mausacker, túmulos e joias provem que Reinach também foi habitada durante esse período. Túmulos também foram encontrados a partir do período La Tène (800–100 a.C.), assim como achados da época romana (a partir de 100 a.C.), como cremações, moedas, utensílios de mesa, vasos de vidro etc. Uma cova bem estilizada e desgastada pelo tempo, feita de molassa da região de Sundgauer por habitantes da cultura de Hallstatt, foi encontrada na Hubackerstrasse em 1973.
O primeiro registro escrito em que Reinach é mencionada como «Rinacho» vem do período de Louis Garewart, que foi bispo de Basiléia de 1164 a 1176. Já no ano de 1194 consta que Reinach pertencia ao mosteiro de Beinwil, cantão de Soleura. Um século e meio mais tarde, durante o grande terremoto de Basileia, em 1356, grande parte da vila foi destruída, e em 1373, em virtude de o bispado de Basiléia ter se endividado, Reinach foi hipotecada aos senhores Hannemann e Ulrich von Ramstein.
Quando Basileia se juntou à antiga Confederação Helvética em 1501, Reinach permaneceu como parte da Diocese da Basileia. Entretanto, os cidadãos locais continuaram a ir à igreja de Pfeffingenzur até 1511, quando finalmente receberam sua própria paróquia. A partir de 1525, Reinach tornou-se reformada, mas retornou à antiga fé católica em 1595 sob comando do bispo de Basileia, Jakob Christoph Blarer von Wartensee. Nesse período, a cidade se tornou a sede do escritório fiscal das comarcas de Birseck, abrigando os armazéns de frutas e sal.
Como resultado da Revolução Francesa, em 1792, o Bispo de Basileia fugiu, levando a região de Birseck a cair sob o domínio das tropas francesas. Sob o domínio franco, Reinach foi designada por um curto período capital do departamento de Mont-Terrible. Como em 1800 o número de departamentos foi reduzido, a vila passou a ser governada por Colmar, na Alsácia-Lorena. Apenas com o Congresso de Viena, em 1815, é que a região de Birseck foi concedida ao cantão de Basileia e entrou definitivamente na Confederação Suíça.
Durante a separação do cantão da Basileia em dois, após o conflito entre a cidade e o campo, os reinarenses formaram, em 1833, com o resto das comunidades de Birseck, um dos cinco distritos do novo cantão da Basileia-Campo. Com pouco mais de 1.200 habitantes, Reinach era nessa época uma aldeia agrícola por excelência, mesmo no início do século XX. Um grande vinhedo – hoje já quase totalmente urbanizado – fazia parte da paisagem da cidade, e até a década de 1930 a atual área onde as escolas da comunidade (Bachmatten, Lochacker e Weiermatt) estão assentadas era, como o nome em alemão indica, pantanoso e às vezes até coberto com juncos, de modo que aves migratórias se sentiam à vontade para nidificar.
O início do claro desenvolvimento demográfico da cidade veio com o ano de 1907, que proporcionou à então isolada comunidade reinarense a implantação de uma ramificação da estrada de ferro de Jura, permitindo assim a criação da primeira linha de bonde Basiléia–Aesch. Habitantes da cidade agora dispunham de acesso às grandes vantagens da vizinha Basileia, com suas oportunidades de emprego e oferta cultural. Por outro lado, as grandes reservas de terra e sua tranquilidade também atraíram novos moradores das regiões circunvizinhas à até então aldeia. Com a abertura dos meios de transportes, a transição da aldeia agrícola para uma aglomeração movimentada acelerou-se ainda mais.

## Brasão
Divisão: em prata, à esquerda, o bastão vermelho da Basileia-Campo (bastão episcopal); à direita, em azul, três esferas douradas dispostas verticalmente em coluna. As três esferas são o atributo do padroeiro da cidade, São Nicolau. As cores prata e azul que dividem o escudo enfatizam o pertencimento ao ministério episcopal da região de Birseck; o bastão vermelho (mas sem cogulhos) relembra o da diocese da Basileia-Campo e Cidade.

## Geografia
Reinach se situa ao sul do platô Bruderholz, no vale do rio Birs, o qual forma a divisa leste da municipalidade. Com sua densa floresta de várzea e charneca, essa região é um paraíso para aves e algumas raridades botânicas.
As municipalidades limítrofes são Aesch, Arlesheim, Münchenstein, Bottmingen, Oberwil, Therwil, Basileia-Cidade e Dornach, esta última pertencente ao cantão de Soleura. Toda a área territorial do município engloba aproximadamente 700 hectares (7 km²), dos quais 29% são terras para agricultura, 17% florestas e áreas preservadas, 53% território urbano e 1% área improdutiva.

## População
Em 2019 a população montava a 19.244 pessoas, um quarto das quais vem de outros países. Dos habitantes, 29,6% se declararam católicos e 24,6% protestantes, sendo o restante de outras ou sem religião.
Gráfico do histórico populacional de Reinach:

## Economia
Reinach pertence à área econômica do noroeste da Suíça e à aglomeração da Basileia. Justamente por causa disso, muitas empresas conhecidas decidiram se instalar na cidade nos últimos anos, em particular nas duas zonas industriais de Kägen e Schönmatt, que oferecem condições favoráveis para isso com a ligação à autoestrada H18, a qual dá acesso à Basileia, ao restante da Suíça, à Itália, à Alemanha e à França. 
Em intervalos de cerca de cinco anos, as empresas comerciais, industriais e de serviços da cidade se reúnem por intermédio do AGIR (sigla em alemão para o «Salão da Indústria e do Comércio de Reinach»). Essa feira de negócios para pequenas e médias empresas foi iniciada em 1980 por Willi Baader, então presidente das Associações Industriais e Comerciais de Reinach, e Willy Goettin. Em 1982, o salão reuniu 70 empresas pela primeira vez; já em 2002, 130 delas estavam representadas no evento.

## Política
O atual prefeito (2018) é Melchior Buchs, do partido Partido Liberal Radical da Suíça. O conselho local (executivo) é composto por dois representantes do Partido Social Democrata da Suíça, um representante e uma representante do Partido Democrata Cristão (Suíça), dois representantes do Partido Liberal Radical da Suíça e uma representante do Partido Burguês Democrático. O Conselho de Residência assume a legislatura. 

## Transportes
Reinach está bem conectada à Basileia-Campo e à Basileia-Cidade, bem como às municipalidades vizinhas, por meio dos transportes públicos, nomeadamente ônibus e bondes elétricos. A linha 11 do bonde elétrico da BLT cruza a cidade, conectando-a a Aesch, Münchenstein e à estação central de trens da Basileia-Cidade (a «SBB Bahnhof»). Na direção leste–oeste, a linha de ônibus 64 cruza a cidade e a conecta com a estação de coletivos de Dornach–Arlesheim, assim como com as comunas de Therwil, Oberwil e Allschwil. Essa linha faz parte da linha S-Bahn 3 da S-Bahn Basel (linhas de transportes metropolitanos da Basileia).
O setor comercial e industrial de Kägen está conectado desde 11 de dezembro de 2006 com a linha de ônibus 62, que vai da estação de Dornach–Arlesheim até a extremidade sul da área comercial e via Reinach Dorf até Therwil/Biel–Benken e de lá até Allschwil (mas apenas a cada dois ônibus).
Através das vias de acesso Reinach Nord e Reinach Süd a cidade tem conexão direta com a rodovia H18 (anteriormente denominada J18), que faz parte da rede de rodovias nacionais suíças (A2).

## Cultura
A Associação «Kultur in Reinach» e o Grupo de trabalho «Lebendiges Reinach AGLR» organizam exposições, eventos musicais, workshops e palestras. Tais eventos ocorrem, via de regra, no Centro Comunitário ou no Centro de Encontros Leimgruberhaus, o qual se transformou num local de encontro de importância regional desde sua renovação em 2017.

### Atrações
- Memorial Bruderholz, de 1959, em tributo à batalha de Bruderholzim na Guerra dos Suabos de 1499
- Wegkreuz, que foi erigida por Niklaus Kury (1737–1803)
- Heimatmuseum, na Kirchgasse 9[6]
- Miradouro de Rebberg, com seu painel panorâmico
- Igreja Evangélica Reformada, desenhada pelo arquiteto Ernst Gisel
- Trilha com esculturas de madeira da floresta de Leuwald
- Tierpark Reinach, minizoológico

### Parceria urbana
Reinach é cidade-amiga de Ostfildern, na Alemanha.